# Wyspy Dziewicze Stanów Zjednoczonych na Mistrzostwach Świata w Lekkoatletyce 2017
Wyspy Dziewicze Stanów Zjednoczonych na Mistrzostwach Świata w Lekkoatletyce 2017 – reprezentacja Wysp Dziewiczych Stanów Zjednoczonych podczas Mistrzostw Świata w Londynie liczyła 1 zawodnika, który nie zdobył medalu.

## Rezultaty
| Zawodnik     | Konkurencja                | Eliminacje | Eliminacje | Półfinał | Półfinał | Finał    | Finał   |
| Zawodnik     | Konkurencja                | Rezultat   | Pozycja    | Rezultat | Pozycja  | Rezultat | Pozycja |
| ------------ | -------------------------- | ---------- | ---------- | -------- | -------- | -------- | ------- |
| Eddie Lovett | Bieg na 110 m przez płotki | 13,41      | 12. Q      | 13,67    | 18.      | NQ       | NQ      |